# Rachis
Rachis (o Ratchis, a volte italianizzato in Rachi; Cividale?, ... – Montecassino?, post 757) è stato re dei Longobardi e re d'Italia dal 744 al 749 e dal 756 al 757.

## Biografia

### Il Ducato del Friuli

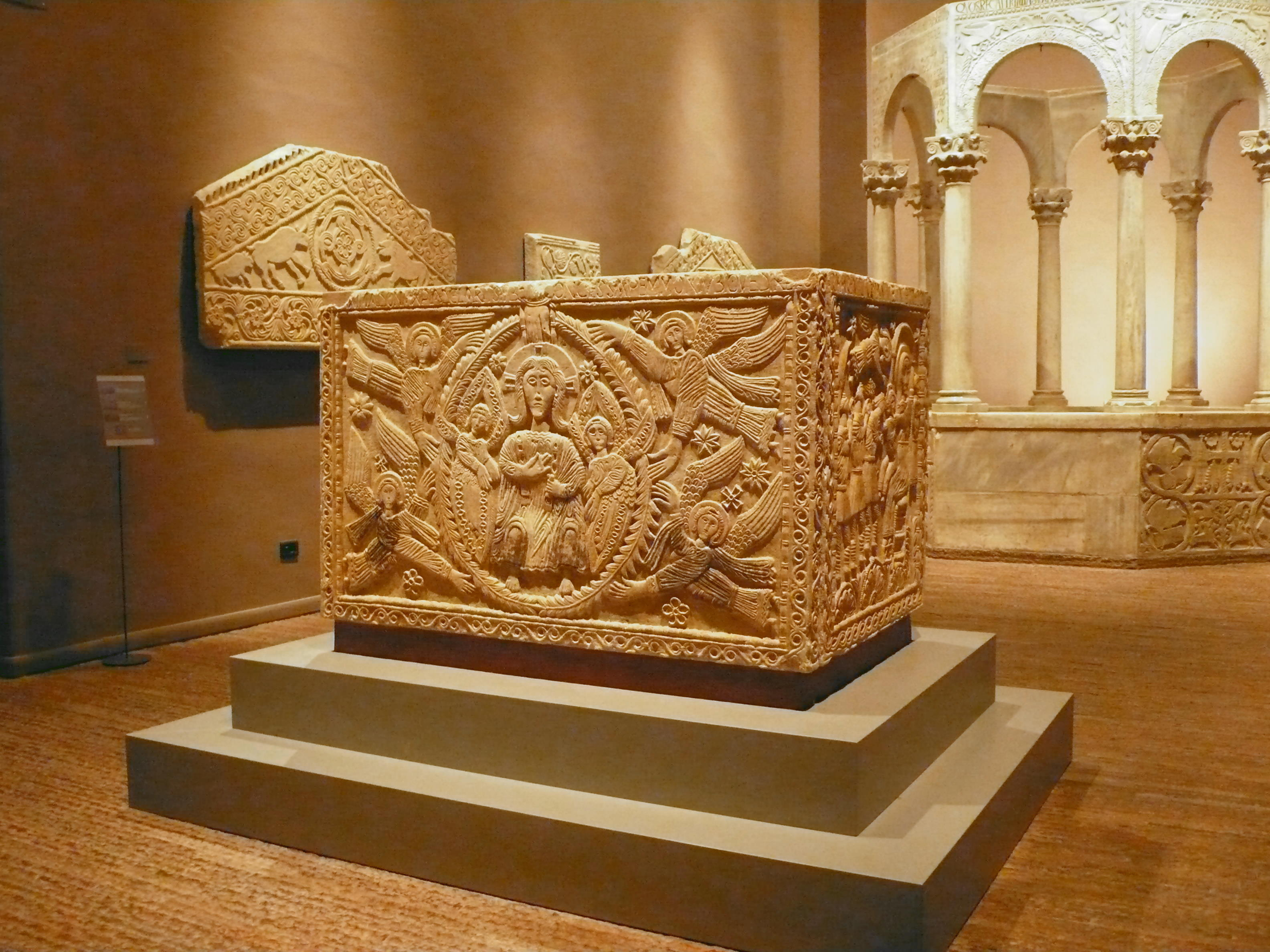
L'altare del duca Rachis, risalente al 737-744.

Nipote di re Liutprando e cugino di Ildebrando, nel 737 fu nominato duca del Friuli. A insediarlo fu lo stesso sovrano, che lo considerava fedele nonostante fosse figlio di Pemmone, il duca deposto da Liutprando a causa delle tendenze autonomiste manifestate contrastando duramente il patriarca di Aquileia, Callisto. La casata del Friuli si era trovata in contrasto con quella di Liutprando già ai tempi di suo padre Ansprando, eppure il sovrano manifestò ampiamente la sua fiducia in Rachis, concedendogli anche la grazia per il padre. Narra Paolo Diacono che tale fiducia fu immediatamente ripagata: quando Liutprando, sedendo in giudizio a Pavia, ordinò l'arresto di tutti i sostenitori di Pemmone (fatti salvi appunto il duca deposto e i suoi figli, ai quali era stata concessa l'immunità), il fratello minore di Rachis, Astolfo, minacciò di sguainare la spada seduta stante e uccidere il re. A impedirglielo fu lo stesso Rachis.
Rientrato a Cividale, condusse una spedizione in Carniola contro gli Slavi, costante minaccia da Oriente contro il regno longobardo, eliminandone un gran numero e devastandone il territorio. In quell'occasione si distinse per un atto di eroismo militare: attaccato dai nemici quando ancora non aveva potuto impugnare la sua lancia, riuscì tuttavia ad abbattere lo slavo che lo stava affrontando con la sola clava che aveva in mano.
(Paulus Diaconus, Historia Langobardorum, Liber VI )

### Il primo regno

#### L'ascesa al trono
A elevarlo al trono di Pavia nel 744, deponendo Ildebrando, fu probabilmente la corrente più autonomista dei duchi, che da un esponente della famiglia di Pemmone si attendeva maggiori concessioni di autogoverno. Rachis, tuttavia, cercò di legittimare la propria usurpazione presentandosi come erede e continuatore della politica di Liutprando. Nonostante il prestigio militare che aveva conquistato in precedenza si trovò quindi presto a dover bilanciare una difficile mediazione tra istanze opposte, senza possedere le doti politiche e diplomatiche di Liutprando.

#### La politica
La sua debolezza politica si manifestò in un governo stabile e pacifico in politica estera, ma turbolento e segnato da profondi contrasti all'interno. Testimonianza di ciò sono le leggi emanate da Rachis, dalle severe punizioni comminate ai giudici che trascuravano i propri doveri agli sforzi per contenere l'insubordinazione e lo spionaggio a danno dei duchi e della corte. Queste e altre norme (in particolare quelle volte a controllare il movimento degli stranieri in Italia e a limitare gli espatri) lasciano intendere il timore di rivolte sostenute da altre potenze europee, in particolare da quei Franchi il cui maggiordomo di palazzo, Pipino il Breve (re de facto prima ancora di esserlo de iure dal 751), era figlio adottivo di Liutprando, e dunque potenzialmente ostile all'usurpatore del legittimo successore del grande re al quale, tra l'altro, doveva gran parte della sua legittimazione a regnare.
Per rafforzare la propria posizione, scarsamente sorretta dalla grande aristocrazia guerriera longobarda, si prodigò per sostenere la piccola nobiltà dei "gasindi", i liberi che si stavano impoverendo e la massa della popolazione romanica. Lui stesso sposò una donna romana, Tassia, e lo fece seguendo il rito romano anziché quello tradizionale longobardo. A partire dal 746 si attribuì, al posto del tradizionale titolo di re dei Longobardi, quello romaneggiante di princeps: chiara manifestazione della sua volontà di porsi, sulla scorta degli imperatori romani, al di sopra delle diverse etnie che abitavano il suo regno.

#### La deposizione
Queste scelte politiche, rafforzate dall'ammissione a corte di caratteristiche filo-romane, suscitarono la reazione dei tradizionalisti longobardi, irritati anche dal fatto che il re cercasse una pace duratura con Roma e i Bizantini. Per rispondere al crescere di queste pressioni invertì la rotta della sua politica nel 749, invadendo la Pentapoli e cingendo d'assedio Perugia, nodo cruciale sulla via di collegamento tra Roma e l'Esarcato. Un intervento di papa Zaccaria lo convinse tuttavia a togliere l'assedio; il prestigio di Rachis tra i suoi uomini subì così un colpo decisivo.
Nel luglio di quello stesso 749 l'assemblea dei Longobardi, riunita a Milano, lo dichiarò decaduto e insediò al suo posto il fratello Astolfo. Rachis tentò di opporsi alla deposizione, ma presto fu costretto a rifugiarsi a Roma, dove prese i voti insieme a tutta la sua famiglia. Con i figli maschi si ritirò quindi a Montecassino, mentre Tassia e la figlia Rotruda entrarono nel convento di Plumbariola. La scelta di Rachis, accreditata come puramente spirituale dalle fonti ecclesiastiche, era comunque l'unica alternativa all'eliminazione fisica per un re spodestato. La ricerca storica, tuttavia, non esclude del tutto la possibilità di un reale conflitto interiore; in Rachis come in altri sovrani longobardi (incluso suo fratello e successore Astolfo) emerge l'insanabile contrasto tra la coscienza cattolica individuale e le esigenze di opposizione al Papato dettate dalla politica di unificazione dell'Italia condotta dal re. Una leggenda attribuisce a Rachis la fondazione dell'Abbazia del Santissimo Salvatore, alle pendici orientali del Monte Amiata. Il re, secondo la tradizione, vide la Trinità stagliarsi sopra le chiome della selva amiatina e ciò lo indusse a disporre la costruzione, nel punto dell'apparizione, di un monastero dedicato al Salvatore.

### Il secondo regno

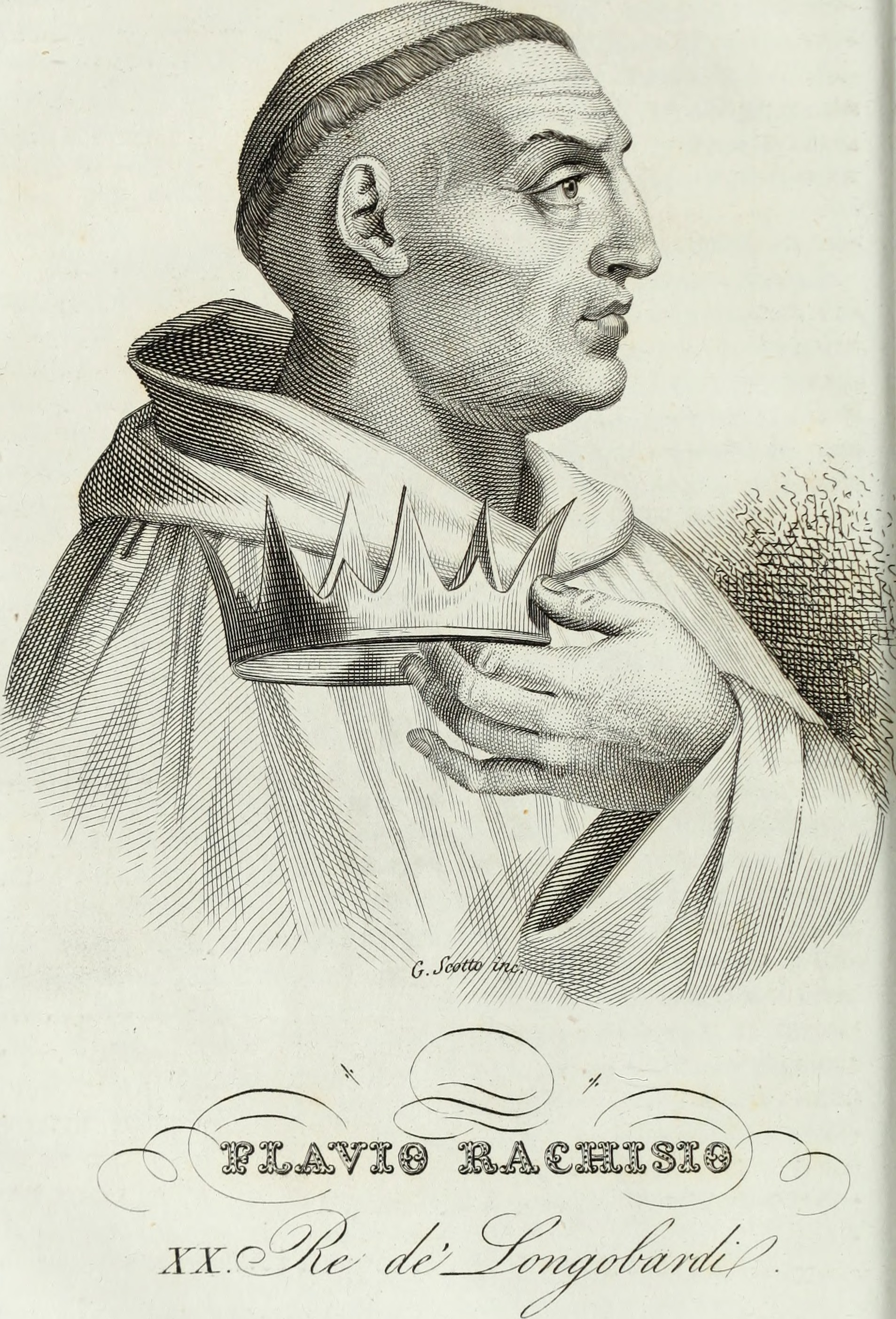
Ritratto immaginario di Rachis dopo aver preso i voti monastici; litografia da Della origine del dominio e della sovranità de' romani pontefici sopra gli stati loro temporalmente soggetti dissertazione (1788)

Alla morte di Astolfo, nel 756, lasciò Montecassino e tentò di riprendere il trono; raggiunse Pavia e si impadronì del palazzo regio, raccogliendo vasti consensi nell'Italia settentrionale. Dalla Toscana però mosse il duca di Tuscia, Desiderio, che reclamò per sé il trono e raccolse il sostegno di tutti gli oppositori al casato friulano di Rachis e Astolfo. Il pretendente ottenne anche l'appoggio di papa Stefano II e dei Franchi di Pipino il Breve, che gli misero a disposizione delle truppe. Il papa esercitò poi pressioni dirette sul "re monaco", che si mostrava esitante ed era ulteriormente indebolito dalla defezione di quanti, tra i suoi sostenitori, temevano un nuovo intervento franco. Nel marzo del 757 rientrò allora in monastero e intraprese opere di evangelizzazione nella Terra di San Benedetto. Nello stesso anno si ritirò nell'abbazia di Montecassino oppure nei pressi di Cervaro dove diede vita ad una comunità monastica ispirata al culto mariano; oggi lì un monte prende il nome da lui.